# (3683) Baumann
(3683) Baumann es un asteroide perteneciente al cinturón de asteroides, descubierto el 23 de junio de 1987 por Werner Landgraf desde el Observatorio de La Silla, Chile.

## Designación y nombre
Designado provisionalmente como 1987 MA. Fue nombrado Baumann en homenaje al astrónomo alemán Paul Baumann y su esposa “Helene“ que eran amigos íntimos de los padres del descubridor.